# Championnat d'Espagne masculin de handball 2005-2006
Navigation
Liga ASOBAL 2004-2005 Liga ASOBAL 2006-2007
La saison 2005-2006 de la Liga ASOBAL est la 46e édition de la première division espagnole de handball.
Le FC Barcelone remporte son 17e titre dans la compétition et devance le BM Ciudad Real de 2 points et le Portland San Antonio, tenant du titre, de 4 points,. Ces trois clubs ainsi que le BM Valladolid, quatrième, sont qualifiés en Ligue des champions. Le Caja España Ademar León participera Coupe des Coupes tandis que le Bidasoa Irún et le CAI BM Aragón, pour sa première saison dans l'élite, joueront la Coupe de l'EHF.
En bas du classement, le Balonmano Alcobendas et le Frigoríficos Morrazo sont relégués.

## Transferts
Parmi les transferts, on trouve :
- Portland San Antonio (Pampelune)
  - Arrivées : Tomas Svensson (HSV Hambourg, ), Ratko Nikolić (BM Altea), Carlos Ruesga (Grupo OMP)
  - Départs : Jackson Richardson (Chambéry Savoie HB), Venio Losert (Frigoríficos Morrazo Cangas), Echaide (Destination inconnue)
- BM Ciudad Real
  - Arrivées : Petar Metličić (Caja España Ademar), Ion Belaustegui (HSV Hambourg, ), (David Davis et Julio Fis (BM Valladolid), Siarhei Rutenka (Celje Pivovarna Lasko, ),
  - Départs : Mariano Ortega et Hussein Zaky (CAI BM Aragón), Jaume Fort (Arrêt), Samuel Trives (BM Alcobendas), Talant Dujshebaev (Arrêt), Juan de Dios Román (entraîneur)
- Caja España Ademar (León)
  - Arrivées : Ivo Díaz (KC Veszprém, ), Balázs Laluska (SC Pick Szeged, ), Martin Straňovský (TJ Štart Nové Zámky, ), Alberto Aguirrezabalaga (CD Zarautz)
  - Départs : Juanin García (FC Barcelone), Ole Erevik (CD Bidasoa), Petar Metličić (BM Ciudad Real), Stian Vatne (BM Algeciras)
- FC Barcelone
  - Arrivées : Juanin García (Caja España Ademar), Igor Vori (RK Zagreb, ), Joan Cañellas (BM Granollers), Sergi Catarain Ruíz, Gonzalo Caracuel del Cacho et Cristian Ugalde (équipes jeunes),
  - Départs : Valero Rivera (CAI BM Aragón), Rubén Montávez Molinos (BM Alcobendas), Antonio Carlos Ortega, Andrei Xepkin et Xavier O'Callaghan (arrêts), Javier Alonso Muñoz (BM Alicante)
- BM Valladolid
  - Arrivées : Alen Muratović et Antonio Ugalde (Frigoríficos Morrazo Cangas), Rui Silva (Sporting Lisbonne, ), Víctor Hugo Lopez Romero (Keymare Almeria), Daniel Velasco Onea (équipes jeunes)
  - Départs : Julio Fis et David Davis (BM Ciudad Real), Pablo Gamboa Grambra (JD Arrate), Raúl González Gutiérrez et Eduardo Guerra Medina (arrêts)

## Classement final
Le classement final est, :
|    | Équipe                      | Pts | J  | G  | N | P  | Bp  | Bc  | Diff |
| -- | --------------------------- | --- | -- | -- | - | -- | --- | --- | ---- |
| 1  | FC Barcelone                | 56  | 30 | 28 | 0 | 2  | 919 | 747 | 172  |
| 2  | BM Ciudad Real (A)          | 54  | 30 | 27 | 0 | 3  | 955 | 794 | 161  |
| 3  | Portland San Antonio (T, S) | 52  | 30 | 25 | 2 | 3  | 903 | 721 | 182  |
| 4  | Balonmano Valladolid (R)    | 40  | 30 | 19 | 2 | 9  | 922 | 845 | 77   |
| 5  | Caja España Ademar          | 38  | 30 | 18 | 2 | 10 | 925 | 840 | 85   |
| 6  | Bidasoa Irún                | 29  | 30 | 13 | 3 | 14 | 861 | 876 | -15  |
| 7  | CAI BM Aragón (P)           | 28  | 30 | 13 | 1 | 15 | 877 | 886 | -9   |
| 8  | CBM Torrevieja              | 27  | 30 | 11 | 5 | 14 | 821 | 847 | -26  |
| 9  | Algeciras BM (P)            | 27  | 30 | 12 | 3 | 15 | 808 | 839 | -31  |
| 10 | Fraikin Granollers          | 25  | 30 | 10 | 5 | 15 | 828 | 854 | -26  |
| 11 | Keymare Almería             | 23  | 30 | 10 | 3 | 17 | 829 | 869 | -40  |
| 12 | JD Arrate                   | 22  | 30 | 7  | 8 | 15 | 791 | 855 | -64  |
| 13 | Teka Cantabria              | 21  | 30 | 10 | 1 | 19 | 831 | 934 | -103 |
| 14 | BM Altea                    | 18  | 30 | 8  | 2 | 20 | 792 | 876 | -84  |
| 15 | Balonmano Alcobendas        | 12  | 30 | 4  | 4 | 22 | 763 | 876 | -113 |
| 16 | Frigoríficos Morrazo        | 8   | 30 | 4  | 0 | 26 | 737 | 903 | -166 |

|     | Qualification pour la Ligue des champions |
|     | Qualification pour la coupe des Coupes    |
|     | Qualification pour la coupe de l'EHF      |
|     | Relégation en Division 2                  |
| (T) | Tenant du titre                           |
| (R) | Vainqueur de la Coupe du Roi              |
| (A) | Vainqueur de la Coupe ASOBAL              |
| (S) | Vainqueur de la Supercoupe d'Espagne      |
| (P) | Promu de Division 2 en début de saison    |

## Champion d'Espagne 2005-2006
| Champion d'Espagne 2005-2006 FC Barcelone 17e titre |

L'effectif du FC Barcelone était :
- Gardiens de but
  - David Barrufet
  - Dejan Perić
  - Sergi Catarain
- Demi-centre
  - Iker Romero
  - Joan Cañellas
- Arrières
  - Jérôme Fernandez
  - László Nagy
  - Salvador Puig
  - Lars Krogh Jeppesen
- Ailiers
  - Fernando Hernández
  - Víctor Tomás
  - Juanín García
  - Luka Žvižej
  - Gonzalo Caracuel
- Pivots
  - Dragan Škrbić
  - Igor Vori
  - Davor Dominiković
- Entraîneur
  - Xesco Espar

## Statistiques et récompenses

### Meilleurs joueurs
Les meilleurs handballeurs de l'année, élus par les entraîneurs de la Liga ASOBAL, sont, :
| Poste           | Joueur             | Équipe               |
| --------------- | ------------------ | -------------------- |
| Meilleur joueur | Arpad Šterbik      | BM Ciudad Real       |
| Gardien de but  | Arpad Šterbik      | BM Ciudad Real       |
| Ailier gauche   | Juanín García      | FC Barcelone         |
| Arrière gauche  | Iker Romero        | FC Barcelone         |
| Pivot           | Rolando Uríos      | BM Ciudad Real       |
| Demi-centre     | Ivano Balić        | Portland San Antonio |
| Arrière droit   | Eric Gull          | BM Valladolid        |
| Ailier droit    | Mirza Džomba       | BM Ciudad Real       |
| Entraîneur      | Juan Carlos Pastor | BM Valladolid        |

### Meilleurs buteurs
Les meilleurs buteurs sont[réf. nécessaire] :

| Joueur               | Buts | Équipe             |
| -------------------- | ---- | ------------------ |
| Eric Gull            | 220  | BM Valladolid      |
| Žikica Milosavljević | 209  | Teka Cantabria     |
| Hussein Zaky         | 195  | BM Ciudad Real     |
| Kristian Kjelling    | 184  | Caja España Ademar |
| Alen Muratović       | 184  | BM Valladolid      |
| Ivan Nikčević        | 177  | BM Altea           |
| Davor Čutura         | 168  | JD Arrate          |
| Vladimir Petrić      | 161  | Keymare Almería    |
| Iker Romero          | 161  | FC Barcelone       |
| Ivan Stanković       | 158  | Bidasoa Irún       |
| Cristian Malmagro    | 153  | Fraikin Granollers |

### Meilleurs gardiens de but
Les meilleurs gardiens de but sont[réf. nécessaire] :

| Joueur              | Arrêts | Tirs | Équipe               |
| ------------------- | ------ | ---- | -------------------- |
| José Manuel Sierra  | 358    | 1111 | BM Valladolid        |
| Armand Torrego      | 345    | 953  | Algeciras BM         |
| Danijel Šarić       | 331    | 1068 | BM Alcobendas        |
| Ole Erevik          | 318    | 997  | Bidasoa Irún         |
| Vicente Álamo       | 295    | 937  | Fraikin Granollers   |
| Diego Moyano        | 291    | 908  | CBM Torrevieja       |
| Iñaki Malumbres     | 274    | 870  | JD Arrate            |
| Kristian Asmussen   | 268    | 912  | BM Altea             |
| Dimitrije Pejanović | 258    | 824  | Keymare Almería      |
| Jorge Martínez      | 252    | 772  | Caja España Ademar   |
| Kasper Hvidt        | 245    | 634  | Portland San Antonio |